# Campo Santo dei Teutonici e dei Fiamminghi

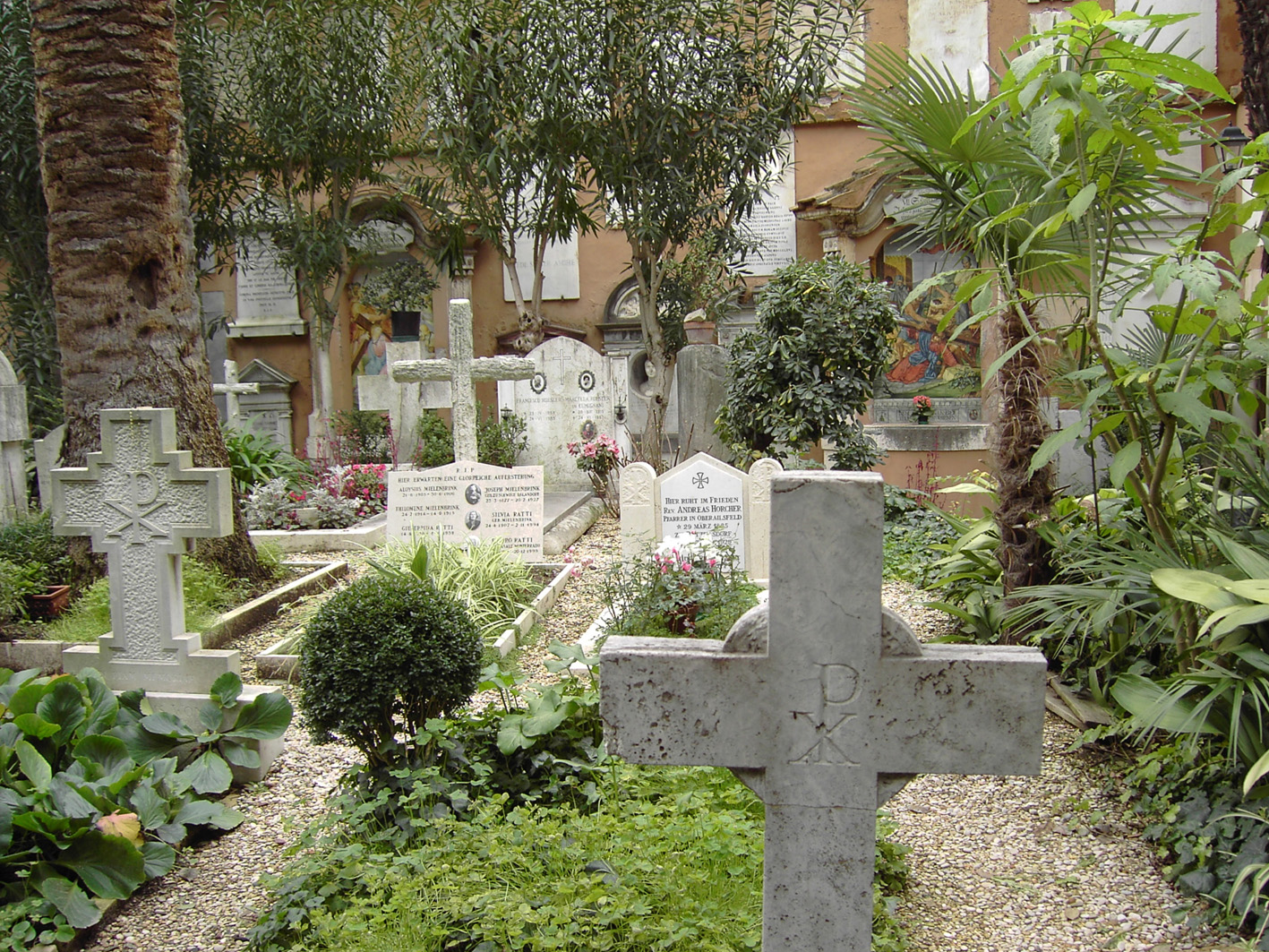
Campo Santo in Rome

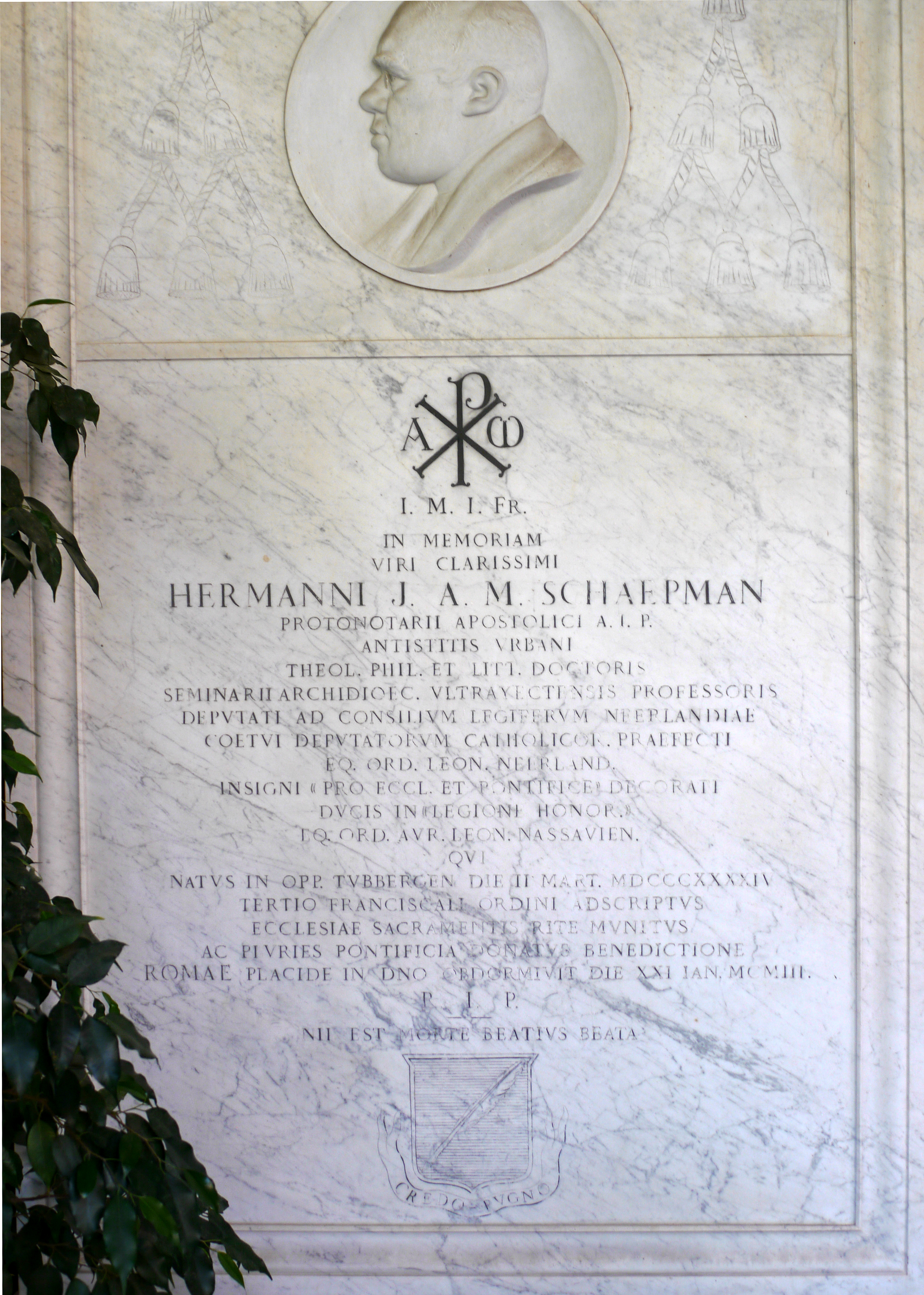
Graf van mgr. dr. Herman Schaepman

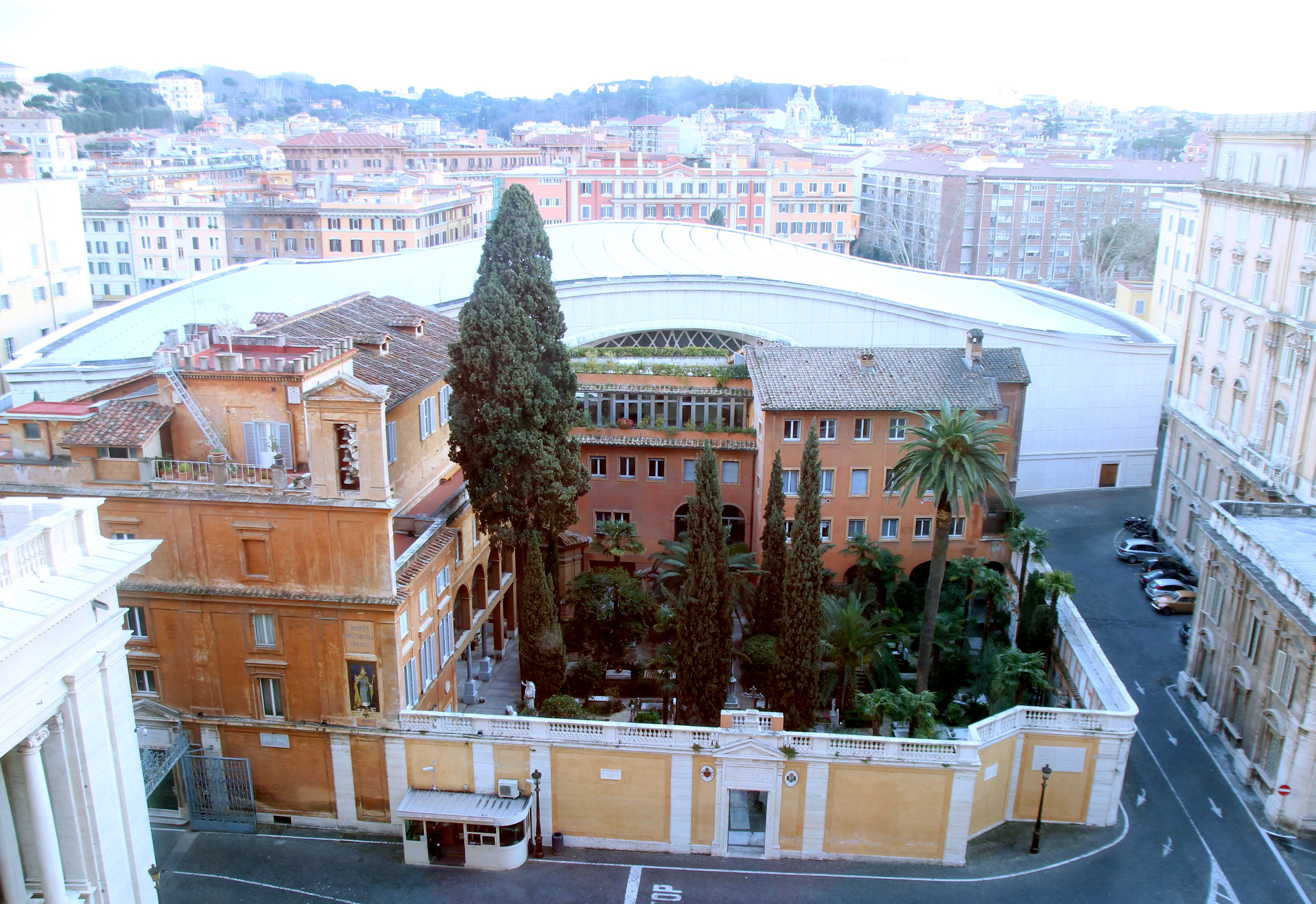
De begraafplaats gezien vanaf de koepel van de Sint-Pietersbasiliek

Het Campo Santo dei Teutonici e dei Fiamminghi ("begraafplaats der Duitsers en Vlamingen"), meestal aangeduid als Cimitero Teutonico, is een begraafplaats in Rome. De begraafplaats bevindt zich net ten zuiden van de Sint-Pietersbasiliek, op de plaats waar vroeger een deel van het Circus van Nero stond.

## Geschiedenis
Aanvankelijk maakte het deel uit van de Schola Francorum, een stichting ten behoeve van Frankische pelgrims, daterend uit de 8ste eeuw. In de 15de eeuw werd door toedoen van de Luikenaar Godfried de Waya het Broederschap van de Moeder Gods della Pietà opgericht, dat nog steeds bestaat en waarvan de leden in het Campo Santo begraven worden. Dit Broederschap was enkel toegankelijk voor inwoners van het Heilig Roomse Rijk, tegenwoordig zijn vooral Duitsers en Oostenrijkers lid, maar ook enkele Belgen en Nederlanders.
De bijhorende kerk Santa Maria della Pietà of Santa Maria in Campo Santo Teutonico werd in 1501 gebouwd. In 1579 werd het Broederschap tot Aartsbroederschap verheven door Paus Gregorius XIII. In 1876 werd er ook een college voor Duitse priesters ondergebracht.
Op het kerkhof zijn onder meer de Belgisch aartsbisschop mgr. François-Xavier de Mérode, minister van oorlog onder Paus Pius IX, en de Nederlanders mgr. dr. Herman Schaepman en mgr. Johannes Olav Smit begraven. Daarnaast is ook de kunstschilder Jacob Corneliszoon Cobaert (Coppe Fiammingo) er begraven sinds 1615.

### Bijzettingen sinds 2000
- Petrus Albertus Kasteel (in 2003) en echtgenote;[noot 1]
- Het lichaam van een 80-jarige Belgische bedelaar, Willy Herteleer (1935-2015). Hij werd er in februari 2015 met toestemming van paus Franciscus begraven nadat hij te Rome overleden was;[1]
- Begin januari 2018 werd een tweede Belgische dakloze, Cesar Willy De Vroe op het Campo Santo begraven. Hij overleed op 4 januari 2018, nadat hij dertig jaar in Rome op straat had geleefd. De dienst werd gecelebreerd door mgr. Dirk Smet, rector van het Belgisch Pauselijk College.[2]

## Bezoek
Het Campo Santo grenst als extraterrioriaal gebied aan het grondgebied van het Vaticaan en is dus net buiten de muren gelegen. De ingang is links van de colonnades van het Sint-Pietersplein. Het Campo Santo is enkel in de voormiddag te bezoeken (niet op woensdag). 
Ter gelegenheid van Allerzielen op 2 november 2020 bezocht Paus Franciscus de begraafplaats nadat hij in de naastgelegen kerk de mis had opgedragen. Ook op Allerzielen in 2022 bezocht Franciscus de begraafplaats, zegende de graven en bad voor de overledenen.